# Ібні-Ерра
Ібні-Ерра (*поч. XVIII століття до н. е.) — лугаль міста-держави Ешнунна.

## Життєпис
Походив з Аморейської династії Ешнунни. Син лугаля Нарам-Сіна. Близько 1800 року до н. е. (за середньою хронологією — 1798 до н. е.) успадкував трон. Спільно з містом-державою Ашшур, де панував його брат або інший родич, вимушений був протистояти царю Шамші-Ададу I, в боротьбі з яким загинув. Трон Ешнунни спадкував його брат Ікіш-Тішпак.